# Brajarajnagar
Brajarajnagar là một thành phố và khu đô thị của quận Jharsuguda thuộc bang Orissa, Ấn Độ.

## Địa lý
Brajarajnagar có vị trí 21°49′B 83°55′Đ / 21,82°B 83,92°Đ Nó có độ cao trung bình là 216 mét (708 foot).

## Nhân khẩu
Theo điều tra dân số năm 2001 của Ấn Độ, Brajarajnagar có dân số 76.941 người. Phái nam chiếm 52% tổng số dân và phái nữ chiếm 48%. Brajarajnagar có tỷ lệ 69% biết đọc biết viết, cao hơn tỷ lệ trung bình toàn quốc là 59,5%: tỷ lệ cho phái nam là 77%, và tỷ lệ cho phái nữ là 60%. Tại Brajarajnagar, 12% dân số nhỏ hơn 6 tuổi.